# Mano (unità di misura)

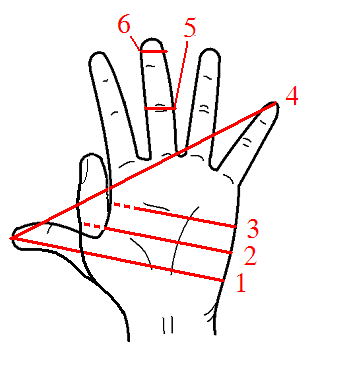
In questo schema sono indicate con il numero 2 la lunghezza di una "mano", con il numero 3 la lunghezza di un "palmo" e con il numero 4 la lunghezza di una "spanna".

La mano (in inglese: hand) è un'unità di misura di lunghezza del sistema imperiale britannico, non riconosciuta dalla norma tecnica del sistema internazionale di unità di misura.
Si tratta di un'unità di misura di derivazione antropometrica largamente impiegata in passato, dal medioevo in poi, ma oggi scarsamente utilizzata; trova infatti impiego solamente nell'indicare l'altezza dei cavalli nei paesi anglofoni come Australia, Canada, Regno Unito e Stati Uniti d'America. Essendo basata sull'ampiezza di una mano umana, la sua lunghezza non fu mai univocamente stabilita finché l'adozione del pollice internazionale non permise la standardizzazione del sistema imperiale e la conversione con le unità del sistema metrico decimale.

## Valore e terminologia
Indicata con il simbolo h o hh, una mano equivale a 4 pollici, ossia 10,16 centimetri. La suddivisione di una mano viene rappresentata in base 4, ciò significa quindi che se l'altezza al garrese di un cavallo è 62 pollici, in mani essa non varrà 15,5 mani, ossia 62 diviso 4, bensì 15,2 mani, misura che viene letta come "15 mani e 2 pollici". Per trasformare in mani una misura in pollici, si divide quindi la misura in pollici per 4 e si pone dopo la virgola il resto della divisione.

## Storia

### Antico Egitto

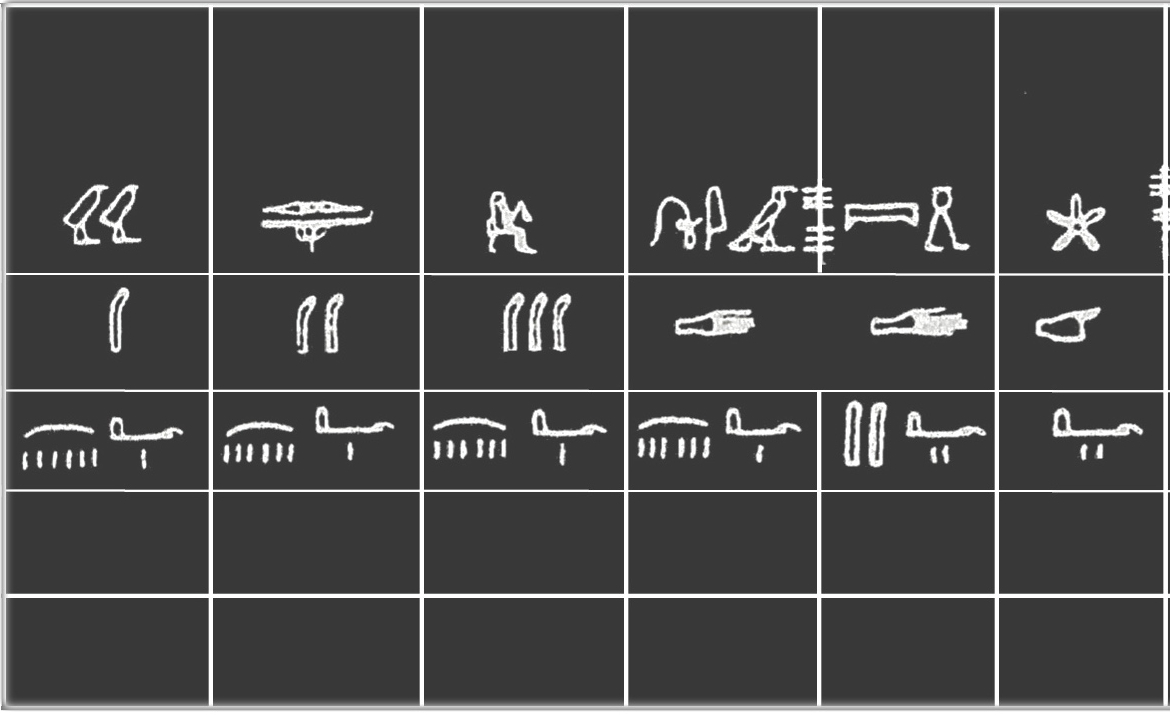
In questo dettaglio di un righello egizio lungo un cubito conservato al Museo Egizio di Torino è possibile osservare, da sinistra a destra, le lunghezze di uno, due e tre dita, un palmo, una mano e un pugno.

Nelle unità di misura dell'Antico Egitto, la mano era un'unità antropometrica originariamente basata sull'ampiezza del palmo di una mano maschile senza considerare la posizione del pollice. Fu solo da un certo punto in poi, quando la precisione delle misure iniziò ad essere di una certa importanza, che la posizione del pollice cominciò a contare e che venne così differenziato il palmo, dato dalla misura si quattro dita, dalla mano, data dalla misura di quattro dita più il pollice adeso ad esse.
Dall'analisi di diversi antichi righelli egizi a noi pervenuti è possibile osservare che un cubito reale era composto da 7 palmi, ognuno dei quali era composto da 4 dita. Cinque dita equivalevano invece a una mano e sei dita a un pugno. Considerando che un cubito reale era pari approssimativamente a 525 mm, ne consegue che una mano equivaleva a circa 94 mm.
| D50 |

| D50 |

| Szp · p | N11 |

| Szp · p | N11 |

| D48 |

| D48 |

| U28 | X1 · D47 |

| U28 | X1 · D47 |

| D49 |

| D49 |

| H7 | G37 |

| H7 | G37 |

| H7 | O29 |

| H7 | O29 |

| V23 · D42 |

| V23 · D42 |

| M3 · X1 · Z1 |

| M3 · X1 · Z1 |

| i | [ | w | N35A | N36 · N21 · Z1 |

| i | [ | w | N35A | N36 · N21 · Z1 |

### Regno Unito
Unità tradizionale delle misura di lunghezze nel Regno Unito, la mano fu posta pari a 4 pollici da uno statuto reale emanato da Enrico VIII nel 1540. Ciononostante, negli anni successivi ci fu ancora confusione nella popolazione tra le misure della mano, del palmo e del pugno: nell'edizione del 1706 del The New World of English Words, or, a General Dictionary, viene ad esempio riportata una lunghezza pari a 4 pollici per una mano e pari a tre pollici per un palmo; gli stessi valori sono riportati anche da Thomas Mortimer nel suo A general dictionary of commerce, trade, and manufactures del 1810, il quale tuttavia aggiunge che, poiché l'altezza dei cavalli si misurava mantenendo il pollice contro il palmo della mano, tra i commercianti di cavalli una mano è pari a quattro dita e quindi, dato che un dito equivale a 7/8 di pollice, a 3,5 pollici; ancora, nella definizione di "palmo" dell'Encyclopædia Perthensis si legge "una mano, misura di lunghezza pari a 3 pollici", con "mano" e "palmo" che vengono quindi equiparati.

## Utilizzo nella misura degli equini
Oggi la mano è utilizzata in diversi paesi anglofoni come gli Stati Uniti d'America, l'Australia, la Nuova Zelanda e il Canada, per definire l'altezza dei cavalli, dei pony e degli equini in generale, tuttavia, nelle competizioni regolamentate della Fédération équestre internationale (Federazione internazionale sport equestri) o FEI, l'altezza dei cavalli è indicata utilizzando unità di misura appartenenti al sistema metrico decimale, e solo secondo alcune federazioni nazionali, come quella australiana e quella sudafricana, il valore dell'altezza dei cavalli deve essere espresso sia in centimetri, sia in mani.